# Gruppo Sportivo Roma Calcio Femminile 2008-2009
Questa voce raccoglie le informazioni riguardanti il Gruppo Sportivo Roma Calcio Femminile nelle competizioni ufficiali della stagione 2008-2009.

## Stagione
La stagione 2008-2009 del G.S. Roma Calcio Femminile si apre con l'iscrizione della squadra al campionato di Serie A 2008-2009, grazie al primo posto conquistato nel girone B di Serie A2 2007-2008. La società conferma alla guida tecnica della squadra la coppia Fabio Cola e Giampiero Serafini e nella sessione di estiva di calciomercato integra la squadra con molti importanti elementi in ogni suo reparto, la due volte campionessa d'Italia e portiere della nazionale italiana Chiara Marchitelli, in arrivo dalla Fiammamonza, l'esperta Luisa Marchio, difensore proveniente dalla Torres, Eleonora Bussu, difensore campionessa d'Europa Under-19 in arrivo dal Sezze, le centrocampiste Alessandra Barreca, anche lei campionessa d'Europa U19, Giorgia Salesi e Katia Serra, rispettivamente da Firenze, Sezze e Trento, infine ad integrazione del reparto offensivo Maria Ilaria Pasqui, di provenienza Torino e dall'esperienza statunitense nel Pali Blues.
Al suo ritorno alla massima serie del campionato italiano femminile di calcio e per la diciottesima volta nella sua storia sportiva, la squadra ha concluso la stagione al quinto posto con 36 punti conquistati in 22 giornate, frutto di undici vittorie, tre pareggi e otto sconfitte, con miglior marcatrice la spagnola Ángeles Parejo andata a rete in undici occasioni. La prestazione, benché di rilievo per una squadra neopromossa dal campionato cadetto, lasciò parzialmente soddisfatto il tecnico Cola che dichiarò le potenzialità compromesse anche dai numerosi infortuni occorsi alle giocatrici, in alcuni casi gravi a tal punto da dover disertare i campi di gioco per gran parte della stagione.
In Coppa Italia la Roma, dopo aver terminato al primo posto il minitorneo del girone C nella prima fase eliminatoria, viene eliminata ai quarti di finale dall'Upea Orlandia 97 dopo che all'andata, in casa delle siciliane, la partita era terminata per 2-1 e al ritorno casalingo le giallorosse non sono riuscite ad andare oltre allo 0-0.

## Divise e sponsor
La tenuta riproponeva lo schema che riprende i colori sociali utilizzati dalla Roma maschile, ovvero maglia e pantaloncini cremisi con inserti oro con calzettoni oro, bianchi o neri per la prima, e completamente bianca tranne i calzettoni, bianchi o oro, per la seconda. Lo sponsor principale era farmacia Lopriore mentre il fornitore delle tenute era Mass.
|  | 1ª divisa |  | 2ª divisa |

## Organigramma societario
Dati tratti dal sito Football.it
Area amministrativa
- Presidente: Giuseppe Bruno Petrungaro
- Vice Presidente: Renato Vettoretto
- Consigliere: Marcello Petrangeli
- Direttore sportivo: Giampiero Serafini
- Team Manager: Giuseppe Curcuruto

Area tecnica
- Allenatore: Fabio Cola
- Allenatore in seconda: Giampiero Serafini

## Rosa
Rosa e ruoli tratti dal sito Football.it.
| N. |                   | Ruolo | Calciatrice            |
| -- | ----------------- | ----- | ---------------------- |
|    | Italia (bandiera) | P     | Chiara Marchitelli     |
|    | Italia (bandiera) | P     | Beatrice Rea           |
|    | Italia (bandiera) | P     | Chiara Salinetti       |
|    | Italia (bandiera) | D     | Elisa Bartoli          |
|    | Italia (bandiera) | D     | Claudia Bassetti       |
|    | Italia (bandiera) | D     | Eleonora Bischi        |
|    | Italia (bandiera) | D     | Eleonora Bussu         |
|    | Italia (bandiera) | D     | Giorgia Curcuruto      |
|    | Italia (bandiera) | D     | Noemi D'Antoni         |
|    | Italia (bandiera) | D     | Luisa Marchio          |
|    | Italia (bandiera) | D     | Gioia Masia            |
|    | Italia (bandiera) | D     | Diletta Rossi          |
|    | Italia (bandiera) | C     | Maria Rosaria Avvisato |
|    | Italia (bandiera) | C     | Alessandra Barreca     |
|    | Italia (bandiera) | C     | Ilaria Capparella      |

| N. |                   | Ruolo | Calciatrice         |
| -- | ----------------- | ----- | ------------------- |
|    | Italia (bandiera) | C     | Damiana Deiana      |
|    | Italia (bandiera) | C     | Giorgia Giovannetti |
|    | Italia (bandiera) | C     | Olga Gori           |
|    | Italia (bandiera) | C     | Selena Mazzantini   |
|    | Italia (bandiera) | C     | Elena Petrugnaro    |
|    | Italia (bandiera) | C     | Giorgia Salesi      |
|    | Italia (bandiera) | C     | Katia Serra         |
|    | Italia (bandiera) | C     | Maria Iole Volpi    |
|    | Italia (bandiera) | A     | Giulia Contu        |
|    | Italia (bandiera) | A     | Vanessa De Carli    |
|    | Italia (bandiera) | A     | Silvia Montanari    |
|    | Italia (bandiera) | A     | Giulia Olivieri     |
|    | Spagna (bandiera) | A     | Ángeles Parejo      |
|    | Italia (bandiera) | A     | Maria Ilaria Pasqui |
|    | Italia (bandiera) | A     | Francesca Rocchi    |

## Calciomercato

### Sessione estiva
| Acquisti | Acquisti            | Acquisti    | Acquisti   |
| R.       | Nome                | a           | Modalità   |
| -------- | ------------------- | ----------- | ---------- |
| P        | Chiara Marchitelli  | Fiammamonza | definitivo |
| D        | Eleonora Bussu      | Sezze       | definitivo |
| D        | Luisa Marchio       | Torres      | definitivo |
| C        | Alessandra Barreca  | Firenze     | definitivo |
| C        | Giorgia Salesi      | Sezze       | definitivo |
| C        | Katia Serra         | Trento      | definitivo |
| A        | Maria Ilaria Pasqui | Torino      | definitivo |

| Cessioni | Cessioni          | Cessioni           | Cessioni   |
| R.       | Nome              | a                  | Modalità   |
| -------- | ----------------- | ------------------ | ---------- |
| P        | Barbara Pittiglio | Montaquila Atletic | definitivo |
| P        | Irene De Florio   | Montaquila Atletic | definitivo |

### Sessione invernale
| Acquisti | Acquisti               | Acquisti | Acquisti   |
| R.       | Nome                   | a        | Modalità   |
| -------- | ---------------------- | -------- | ---------- |
| C        | Maria Rosaria Avvisato | ???      | definitivo |

| Cessioni | Cessioni | Cessioni | Cessioni |
| R.       | Nome     | a        | Modalità |
| -------- | -------- | -------- | -------- |
|          |          |          |          |

## Risultati

### Serie A

#### Girone di andata
| Arbitro: | Marco Rondina (Vercelli) |

|  |           |                       |
|  | Marcatori | 80’ Salesi 92’ Bischi |

| Arbitro: | Riccardo Neri (Terni) |

|  |           |                        |
|  | Marcatori | 40’ Panico 89’ Toselli |

| Arbitro: | Claudio Castello (Chivasso) |

|  |           |                       |
|  | Marcatori | 6’ Barreca 40’ Parejo |

| Arbitro: | Antonio Pagano (Caserta) |

|                 |           |           |
| Pasqui 25’, 87’ | Marcatori | 55’ Hofer |

| Arbitro: | Marco Rondina (Vercelli) |

|  |           |                                  |
|  | Marcatori | 9’, 17’, 47’ Parejo 43’ Olivieri |

| Arbitro: | Angelo Pasqua (L'Aquila) |

|                                    |           |                                  |
| Parejo 2’, 6’ Pasqui 25’ Serra 85’ | Marcatori | 15’, 60’ Scarpellini 46’ Riboldi |

| Arbitro: | Andrea Zuliani (Vicenza) |

|                |           |                 |
| Pasqualato 88’ | Marcatori | 54’, 75’ Pasqui |

| Arbitro: | Antonio Ambrosino (Napoli) |

|          |           |  |
| Serra 7’ | Marcatori |  |

| Arbitro: | Giovanni Baccini (Conegliano) |

|               |           |           |
| Camporese 44’ | Marcatori | 58’ Serra |

| Arbitro: | Carmine Tullio Graziano (Mantova) |

|              |           |             |
| Sabatino 73’ | Marcatori | 19’ Barreca |

| Arbitro: | Antonello Pompilio (Latina) |

|  |           |                                                    |
|  | Marcatori | Domenichetti 20’ Pintus 32’ Stracchi 60’ Mattu 90’ |

#### Girone di ritorno
| Arbitro: | Carmine Pierro (Nola) |

|  |           |           |
|  | Marcatori | 60’ Greco |

| Arbitro: | Michele Volpato (Merano) |

|            |           |  |
| Panico 63’ | Marcatori |  |

| Arbitro: | Veronica Vettorel (Latina) |

|                 |           |  |
| Parejo 55’, 70’ | Marcatori |  |

| Arbitro: | Alberto Salmistraro (Padova) |

|                       |           |             |
| Miani 32’ Berardo 78’ | Marcatori | 76’ Barreca |

| Arbitro: | Pietro Romano (Sapri) |

|                           |           |              |
| Mazzantini 30’ Pasqui 50’ | Marcatori | 30’ Balducci |

| Arbitro: | Massimo Molinaroli (Verona) |

|  |           |            |
|  | Marcatori | 53’ Parejo |

| Arbitro: | Cesare Giulietti (Grosseto) |

|                               |           |                   |
| Barreca 32’ (rig.) Parejo 60’ | Marcatori | 5’, 75’ Cavallini |

| Arbitro: | Andrea Tardino (Milano) |

|            |           |                           |
| Sodini 63’ | Marcatori | 25’ Pasqui 77’ Mazzantini |

| Arbitro: | Danilo Di Tano (Bari) |

|  |           |                              |
|  | Marcatori | 40’ Camporese 80’, 86’ Mauro |

| Arbitro: | Angelo Pasqua (L'Aquila) |

|              |           |                       |
| Olivieri 60’ | Marcatori | 42’, 80’ Vicchiarello |

| Arbitro: | Gavino Mannu (Sassari) |

|                                                                    |           |                       |
| Fuselli 5’, 81’ Fadda 13’ Manieri 23’ Pintus 43’, 75’ Iannella 86’ | Marcatori | 57’ Deiana 80’ Parejo |

### Coppa Italia

#### Primo turno
Girone C
| Roma 7 settembre 2008 | Roma CF | 7 – 1 | Acmei Bari | Stadio Cinecittà Bettini |

| Francavilla Fontana 21 settembre 2008 | Vis Francavilla F. | 0 – 2 | Roma CF | Stadio Giovanni Paolo II |

| Roma 27 settembre 2008 | Roma CF | 4 – 3 | Napoli | Stadio Cinecittà Bettini |

| Fiumicino 11 gennaio 2009, ore 14:30 CET | Lazio CF | 0 – 0 | Roma CF | Campo sp. Vincenzo Cetorelli |

#### Quarti di finale
| Capo d'Orlando 24 maggio 2009 Andata | Upea Orlandia 97 | 2 – 1 | Roma CF | Stadio comunale Ciccino Micale |

| Roma 6 giugno 2009 Ritorno | Roma CF | 0 – 0 | Upea Orlandia 97 | Stadio Cinecittà Bettini |

## Statistiche

### Statistiche di squadra
| Competizione | Punti | In casa | In casa | In casa | In casa | In casa | In casa | In trasferta | In trasferta | In trasferta | In trasferta | In trasferta | In trasferta | Totale | Totale | Totale | Totale | Totale | Totale | DR |
| Competizione | Punti | G       | V       | N       | P       | Gf      | Gs      | G            | V            | N            | P            | Gf           | Gs           | G      | V      | N      | P      | Gf     | Gs     | DR |
| ------------ | ----- | ------- | ------- | ------- | ------- | ------- | ------- | ------------ | ------------ | ------------ | ------------ | ------------ | ------------ | ------ | ------ | ------ | ------ | ------ | ------ | -- |
| Serie A      | 36    | 11      | 5       | 1       | 5       | 14      | 19      | 11           | 6            | 2            | 3            | 18           | 14           | 22     | 11     | 3      | 8      | 32     | 33     | -1 |
| Coppa Italia | -     | 3       | 2       | 1       | 0       | 11      | 4       | 3            | 1            | 1            | 1            | 3            | 2            | 6      | 3      | 2      | 1      | 14     | 6      | +8 |
| Totale       | -     | 14      | 7       | 2       | 5       | 25      | 23      | 14           | 7            | 3            | 4            | 21           | 16           | 28     | 14     | 5      | 9      | 46     | 39     | +7 |

### Statistiche delle giocatrici
| Giocatore      | Serie A  | Serie A | Serie A     | Serie A    | Coppa Italia | Coppa Italia | Coppa Italia | Coppa Italia | Totale   | Totale | Totale      | Totale     |
| Giocatore      | Presenze | Reti    | Ammonizioni | Espulsioni | Presenze     | Reti         | Ammonizioni  | Espulsioni   | Presenze | Reti   | Ammonizioni | Espulsioni |
| -------------- | -------- | ------- | ----------- | ---------- | ------------ | ------------ | ------------ | ------------ | -------- | ------ | ----------- | ---------- |
| M. R. Avvisato | 10       | 0       | 0           | 0          | ?            | ?            | ?            | ?            | 10+      | 0+     | 0+          | 0+         |
| A. Barreca     | 17       | 4       | 0           | 0          | ?            | ?            | ?            | ?            | 17+      | 4+     | 0+          | 0+         |
| E. Bartoli     | 19       | 0       | 2           | 0          | ?            | ?            | ?            | ?            | 19+      | 0+     | 2+          | 0+         |
| C. Bassetti    | 1        | 0       | 0           | 0          | ?            | ?            | ?            | ?            | 1+       | 0+     | 0+          | 0+         |
| E. Bischi      | 19       | 1       | 0           | 0          | ?            | ?            | ?            | ?            | 19+      | 1+     | 0+          | 0+         |
| E. Bussu       | 4        | 0       | 1           | 0          | ?            | ?            | ?            | ?            | 4+       | 0+     | 1+          | 0+         |
| I. Capparella  | 0        | 0       | 0           | 0          | ?            | ?            | ?            | ?            | 0+       | 0+     | 0+          | 0+         |
| G. Contu       | 1        | 0       | 0           | 0          | ?            | ?            | ?            | ?            | 1+       | 0+     | 0+          | 0+         |
| G. Curcuruto   | 2        | 0       | 0           | 0          | ?            | ?            | ?            | ?            | 2+       | 0+     | 0+          | 0+         |
| N. D'Antoni    | 20       | 0       | 3           | 0          | ?            | ?            | ?            | ?            | 20+      | 0+     | 3+          | 0+         |
| V. De Carli    | 2        | 0       | 0           | 0          | ?            | ?            | ?            | ?            | 2+       | 0+     | 0+          | 0+         |
| D. Deiana      | 19       | 1       | 2           | 0          | ?            | ?            | ?            | ?            | 19+      | 1+     | 2+          | 0+         |
| G. Giovanetti  | 8        | 0       | 0           | 0          | ?            | ?            | ?            | ?            | 8+       | 0+     | 0+          | 0+         |
| O. Gori        | 0        | 0       | 0           | 0          | ?            | ?            | ?            | ?            | 0+       | 0+     | 0+          | 0+         |
| L. Marchio     | 17       | 0       | 3           | 0          | ?            | ?            | ?            | ?            | 17+      | 0+     | 3+          | 0+         |
| C. Marchitelli | 13       | -15     | 1           | 0          | ?            | ?            | ?            | ?            | 13+      | -15+   | 1+          | 0+         |
| G. Masia       | 16       | 0       | 5           | 0          | ?            | ?            | ?            | ?            | 16+      | 0+     | 5+          | 0+         |
| S. Mazzantini  | 21       | 2       | 4           | 0          | ?            | ?            | ?            | ?            | 21+      | 2+     | 4+          | 0+         |
| S. Montanari   | 1        | 0       | 0           | 0          | ?            | ?            | ?            | ?            | 1+       | 0+     | 0+          | 0+         |
| G. Olivieri    | 22       | 2       | 0           | 0          | ?            | ?            | ?            | ?            | 22+      | 2+     | 0+          | 0+         |
| A. Parejo      | 21       | 11      | 2           | 0          | ?            | ?            | ?            | ?            | 21+      | 11+    | 2+          | 0+         |
| M. I. Pasqui   | 19       | 7       | 2           | 0          | ?            | ?            | ?            | ?            | 19+      | 7+     | 2+          | 0+         |
| E. Petrungaro  | 3        | 0       | 0           | 0          | ?            | ?            | ?            | ?            | 3+       | 0+     | 0+          | 0+         |
| B. Rea         | 10       | -18     | 0           | 0          | ?            | ?            | ?            | ?            | 10+      | -18+   | 0+          | 0+         |
| F. Rocchi      | 3        | 0       | 0           | 0          | ?            | ?            | ?            | ?            | 3+       | 0+     | 0+          | 0+         |
| D. Rossi       | 1        | 0       | 0           | 0          | ?            | ?            | ?            | ?            | 1+       | 0+     | 0+          | 0+         |
| G. Salesi      | 10       | 1       | 1           | 0          | ?            | ?            | ?            | ?            | 10+      | 1+     | 1+          | 0+         |
| C. Salinetti   | 0        | -0      | 0           | 0          | ?            | ?            | ?            | ?            | 0+       | 0+     | 0+          | 0+         |
| K. Serra       | 7        | 3       | 0           | 0          | ?            | ?            | ?            | ?            | 7+       | 3+     | 0+          | 0+         |
| M. I. Volpi    | 18       | 0       | 1           | 0          | ?            | ?            | ?            | ?            | 18+      | 0+     | 1+          | 0+         |